# Ligne 24 du tramway de Bruxelles
Pour les articles homonymes, voir Ligne 24.
 (novembre 2019).
Si vous disposez d'ouvrages ou d'articles de référence ou si vous connaissez des sites web de qualité traitant du thème abordé ici, merci de compléter l'article en donnant les références utiles à sa vérifiabilité et en les liant à la section « Notes et références ».
La ligne 24 du tram de Bruxelles était une ligne de tramway créée le 6 mars 2006, dans le cadre de la première étape de la restructuration du réseau de la STIB, qui reliait, avant le 14 mars 2011, Vanderkindere à Uccle à Schaerbeek Gare, en prenant l'axe de grande ceinture, avec un passage souterrain (prémétro) entre Pétillon et Meiser.
Elle était cadencée avec les lignes 23 et 25. La ligne est remplacée par la ligne 7 qui relie Vanderkindere au Heysel. Elle ne dessert pas la Gare de Schaerbeek qui reste desservie par la ligne 92.

## Histoire
Créée le 6 mars 2006, dans le cadre de la première étape de la restructuration du réseau de la STIB, la ligne 24 du tram de Bruxelles relia dans un premier temps Boondael à Schaerbeek Gare. Puis consécutivement à la mise en service de la quatrième étape de la restructuration du réseau (16 avril 2007), la ligne abandonna le tronçon Buyl - Boondael, compte tenu de la mise en service de la ligne 25, afin d'utiliser le nouvel itinéraire vers Vanderkindere conformément à la configuration définitive prévue dans le cadre de la restructuration. Ainsi, la ligne 24 était, en gros, un 23 barré et suivait le même itinéraire jusqu’à Princesse Élisabeth.

## Tracé et stations
La ligne 24 du tram de Bruxelles partait de la place Vanderkindere en correspondance avec les lignes de tram 3, 4, 23 et 92. Les trams des lignes 23 et 24 remontaient l'avenue Winston Churchill afin de desservir le rond-point Churchill, terminus du 3. Les trams empruntaient aussi la chaussée de Waterloo, desservaient la Bascule, empruntaient l'avenue Legrand, permettant la desserte de la station du même nom, en correspondance avec la ligne 94 qu'ils suivaient jusqu'à Buyl où ils se séparaient du 94 et rejoignaient les trams 25. Les 24 desservaient ensuite la gare d'Etterbeek, remontaient le boulevard Général Jacques, desservant Arsenal. Après la station Pétillon en correspondance avec la ligne de Métro 5, les trams s'engouffraient dans les tunnels du prémétro de l'axe de grande ceinture afin de desservir les stations Boileau, Montgomery en correspondance avec la ligne de Métro 1, Georges Henri et Diamant avant de ressortir au niveau de la Place Général Meiser où les 23 et 24 se séparait de la ligne 25. Les 24 utilisaient le boulevard Lambermont jusqu'au niveau de l'avenue Princesse Élisabeth, où elle se séparait cette fois-ci de la ligne 23, qu'elle emprunterait jusqu'au terminus Schaerbeek Gare, en correspondance avec la ligne 92.

### Les stations

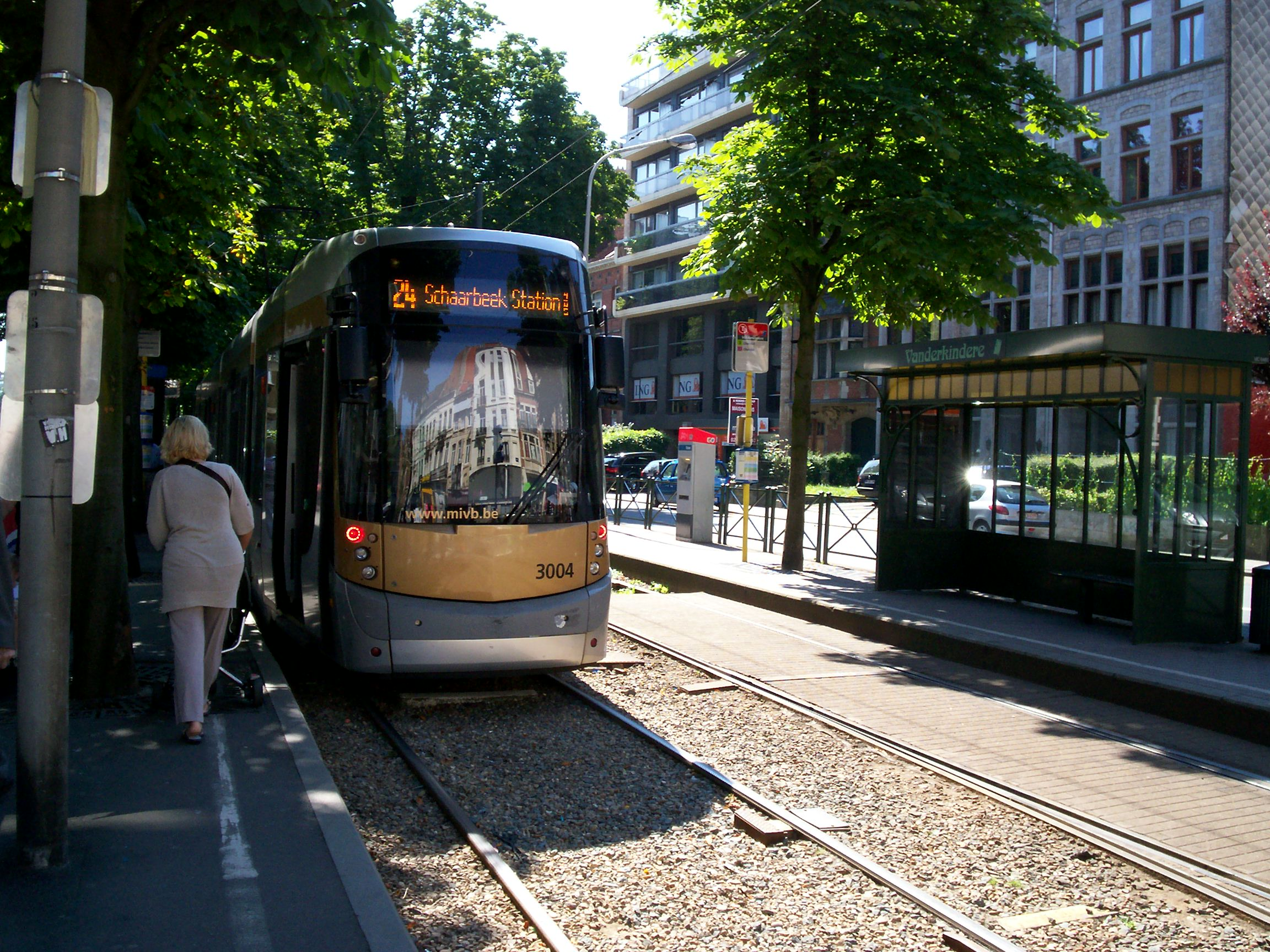
T3004 de la ligne 24 à Vanderkindere.

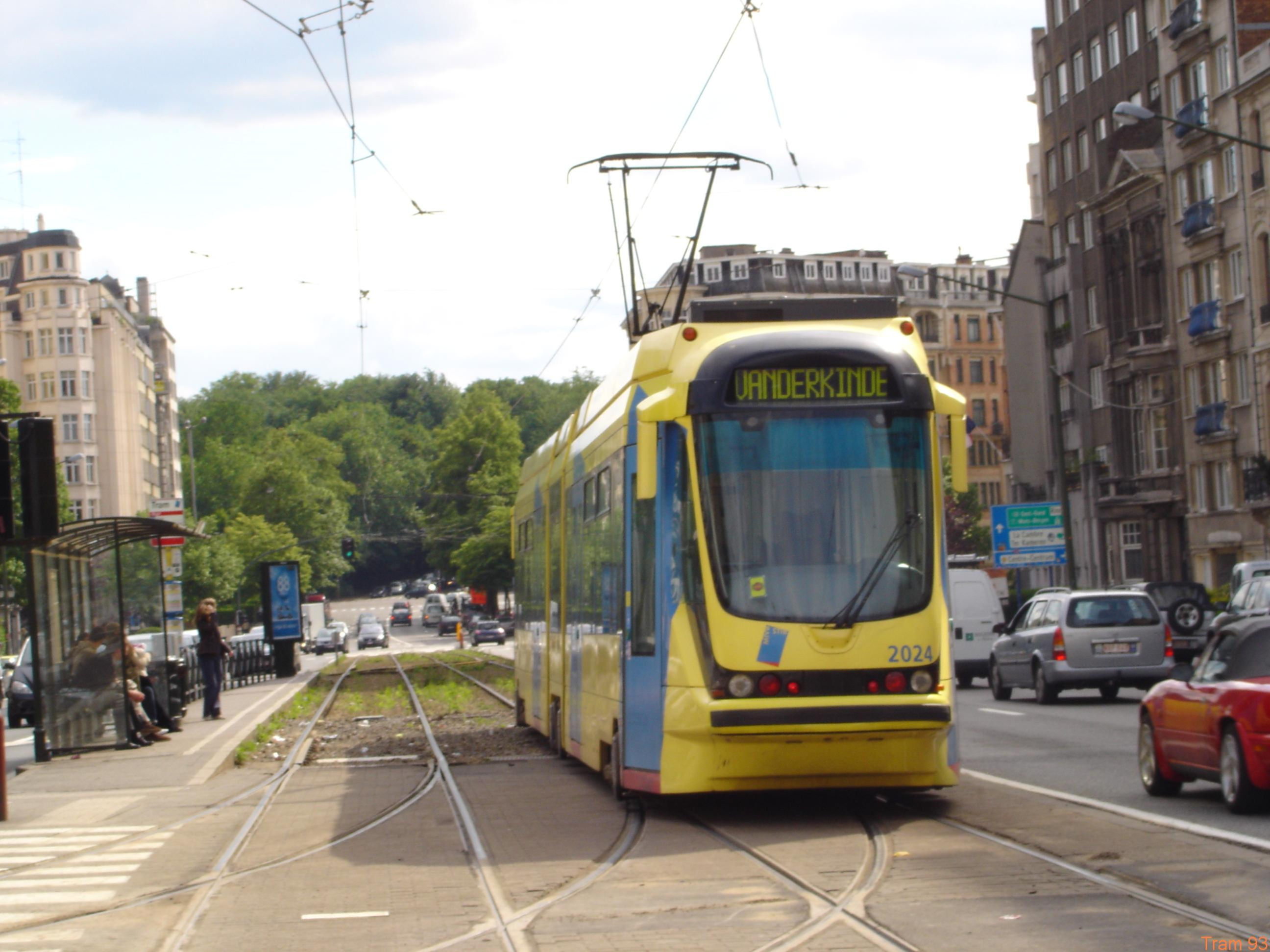
T2024 jaune à Buyl (2009).

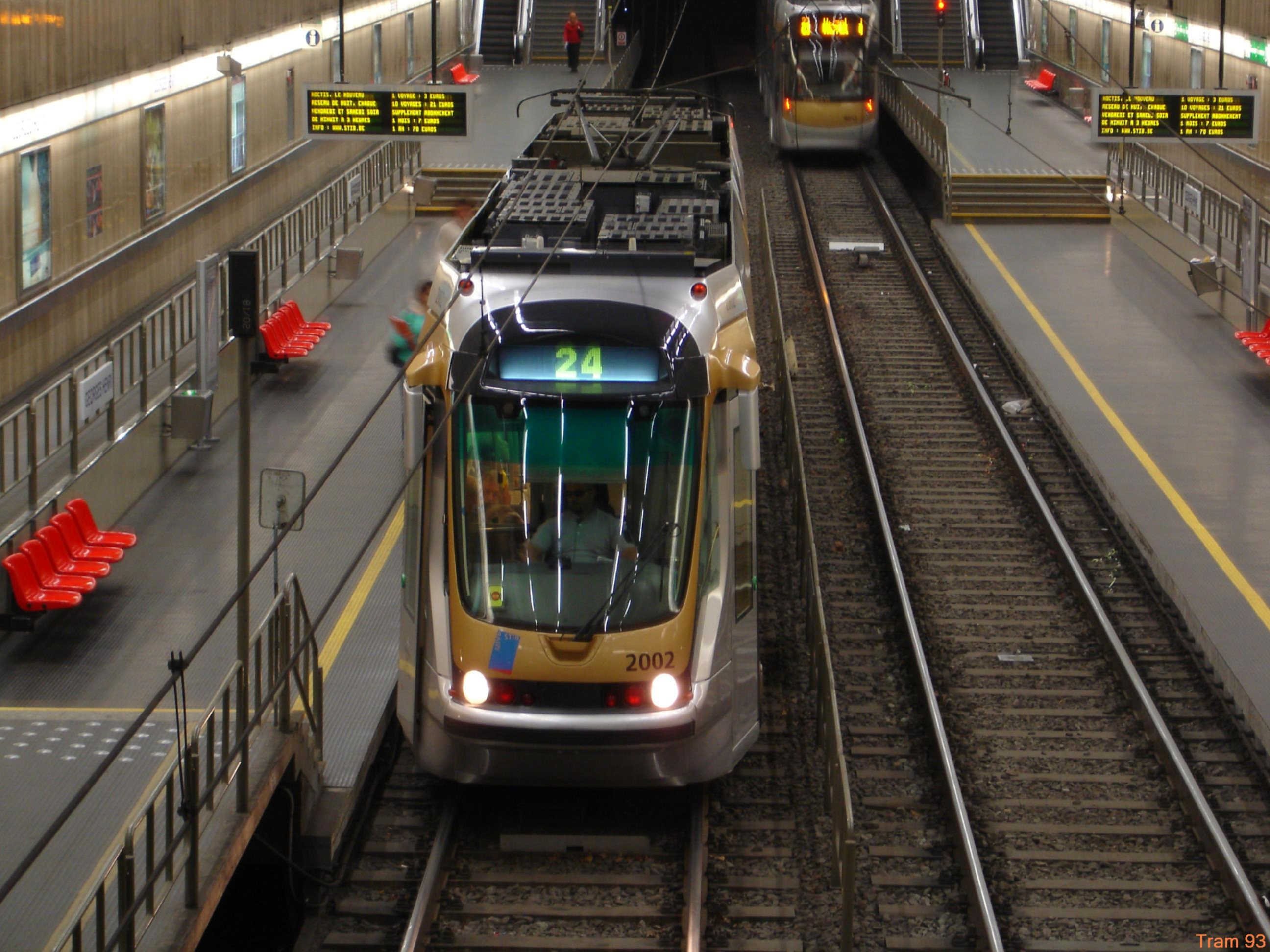
T2002 à Georges-Henri.

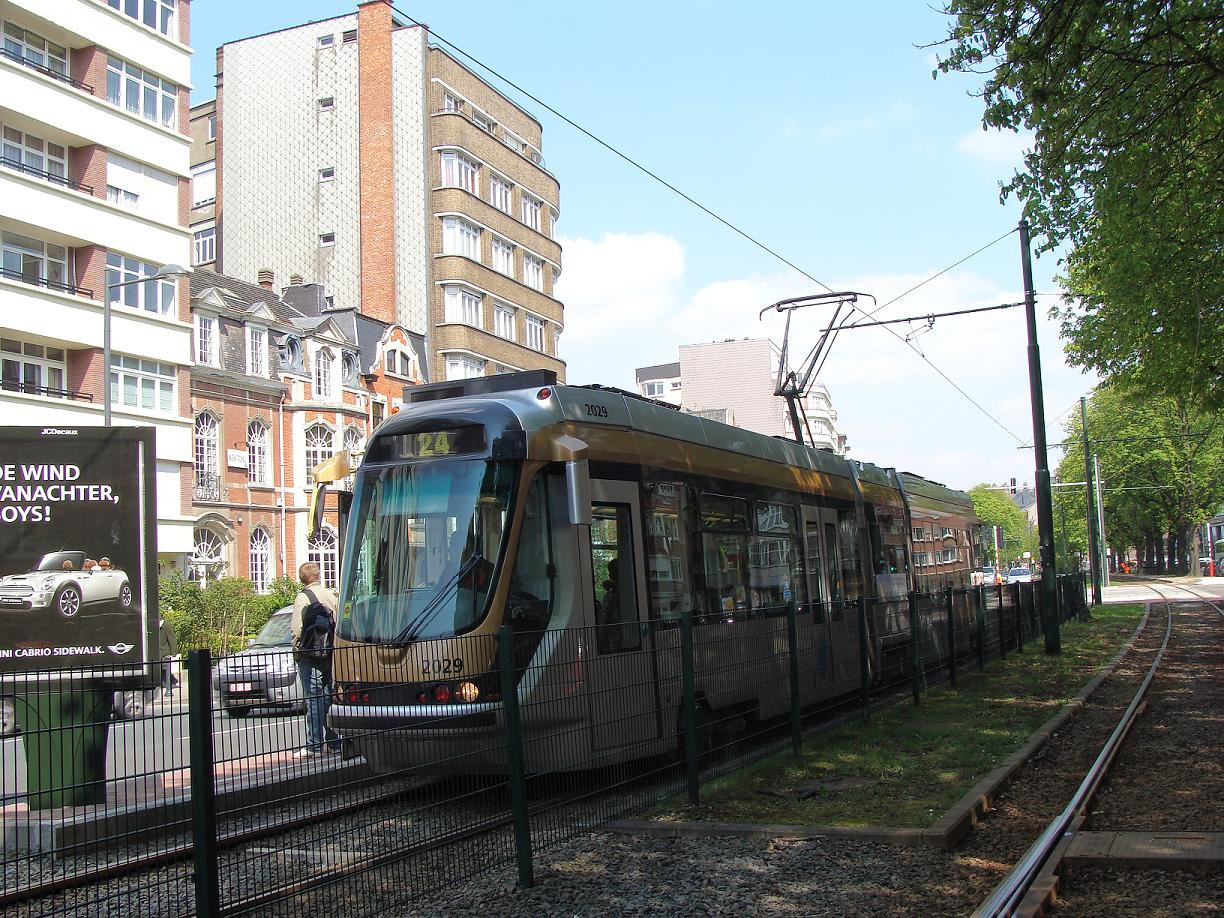
La Motrice 2029 de la ligne 24 à Hansen-Soulie.

|  |   |  | Stations            | Lat/Long                    | Type     | Communes             | Correspondances (Train, métro, tram) |
|  | - |  | ------------------- | --------------------------- | -------- | -------------------- | ------------------------------------ |
|  | o |  | Vanderkindere       | 50° 48′ 49″ N, 4° 20′ 52″ E |          | Uccle                | (T) · (3) · (4) · (23) · (33) · (92) |
|  | o |  | Churchill           | 50° 48′ 43″ N, 4° 21′ 14″ E |          | Uccle                | (T) · (3) · (23)                     |
|  | o |  | Cavell              | 50° 48′ 41″ N, 4° 21′ 27″ E |          | Uccle                | (T) · (23)                           |
|  | o |  | Gossart             | 50° 48′ 41″ N, 4° 21′ 45″ E |          | Uccle                | (T) · (23)                           |
|  | o |  | Longchamp           | 50° 48′ 43″ N, 4° 22′ 03″ E |          | Uccle                | (T) · (23)                           |
|  | o |  | Bascule             | 50° 48′ 54″ N, 4° 22′ 04″ E |          | Uccle                | (T) · (23)                           |
|  | o |  | Legrand             | 50° 48′ 56″ N, 4° 22′ 19″ E |          | Bruxelles-ville      | (T) · (23) · (94)                    |
|  | o |  | Cambre-Étoile       | 50° 48′ 59″ N, 4° 22′ 36″ E |          | Ixelles              | (T) · (23) · (94)                    |
|  | o |  | Buyl                | 50° 49′ 06″ N, 4° 22′ 46″ E |          | Ixelles              | (T) · (23) · (25) · (94)             |
|  | o |  | Roffiaen            | 50° 49′ 11″ N, 4° 22′ 57″ E |          | Ixelles              | (T) · (23) · (25)                    |
|  | o |  | Etterbeek Gare      | 50° 49′ 20″ N, 4° 23′ 21″ E |          | Ixelles              | - SNCB                               |
|  | o |  | Deuxième Lanciers   | 50° 49′ 29″ N, 4° 23′ 37″ E |          | Etterbeek            | (T) · (23) · (25)                    |
|  | o |  | Arsenal             | 50° 49′ 34″ N, 4° 23′ 49″ E |          | Etterbeek            | (T) · (23) · (25)                    |
|  | o |  | Hansen-Soulie       | 50° 49′ 41″ N, 4° 24′ 02″ E |          | Etterbeek            | (T) · (23) · (25)                    |
|  | o |  | Pétillon            | 50° 49′ 46″ N, 4° 24′ 09″ E |          | Etterbeek            | -                                    |
|  | o |  | Boileau             | 50° 49′ 59″ N, 4° 24′ 19″ E | Prémétro | Etterbeek            | (T) · (23) · (25)                    |
|  | o |  | Montgomery          | 50° 50′ 15″ N, 4° 24′ 27″ E | Prémétro | Woluwe-Saint-Pierre  | -                                    |
|  | o |  | Georges Henri       | 50° 50′ 38″ N, 4° 24′ 19″ E | Prémétro | Woluwe-Saint-Lambert | (T) · (23) · (25)                    |
|  | o |  | Diamant             | 50° 50′ 57″ N, 4° 24′ 08″ E | Prémétro | Schaerbeek           | (T) · (23) · (25)                    |
|  | o |  | Meiser              | 50° 51′ 18″ N, 4° 23′ 54″ E |          | Schaerbeek           | (T) · (23) · (25)                    |
|  | o |  | Léopold III         | 50° 51′ 28″ N, 4° 23′ 50″ E |          | Schaerbeek           | (T) · (23)                           |
|  | o |  | Chazal              | 50° 51′ 39″ N, 4° 23′ 32″ E |          | Schaerbeek           | (T) · (23)                           |
|  | o |  | Héliotropes         | 50° 51′ 47″ N, 4° 23′ 11″ E |          | Schaerbeek           | (T) · (23)                           |
|  | o |  | Louis Bertrand      | 50° 51′ 58″ N, 4° 23′ 07″ E |          | Schaerbeek           | (T) · (23)                           |
|  | o |  | Hôpital Paul Brien  | 50° 52′ 06″ N, 4° 23′ 06″ E |          | Schaerbeek           | (T) · (23)                           |
|  | o |  | Demolder            | 50° 52′ 19″ N, 4° 22′ 49″ E |          | Schaerbeek           | (T) · (23)                           |
|  | o |  | Princesse Élisabeth | 50° 52′ 23″ N, 4° 22′ 39″ E |          | Schaerbeek           | (T) · (23) · (92)                    |
|  | o |  | Schaerbeek Gare     | 50° 52′ 40″ N, 4° 22′ 48″ E |          | Schaerbeek           | - SNCB                               |

## Exploitation de la ligne

### Matériel roulant
La ligne 24 du tram de Bruxelles était équipée de deux matériels roulants : les T 2000, les premiers trams à plancher bas intégral de la STIB, qui ont remplacée les PCC sur la ligne 24 lors de sa déviation vers Vanderkindere, et les T 3000, les nouveaux trams à plancher bas intégral, de long gabarit et très grande capacité du réseau. Ils représentent le renouveau du tramway à Bruxelles, par rapport aux tramways PCC actuellement en service. Mais durant les périodes de vacances, on ne voyait que des T 3000 sur la ligne.